# 曹溪街道
曹溪街道，是中华人民共和国福建省龙岩市新罗区下辖的一个乡镇级行政单位。

## 行政区划
曹溪街道下辖以下地区：
曹溪村、下寮村、水塘村、西洋村、坪尾村、月山村、浮蔡村、坑头村、王庄村、崎濑村、马坑村、石粉村、董邦村、东山村、中甲村、黄洋村、经杨村、黄坑村和科桃村。